# Kulisa (divadlo)

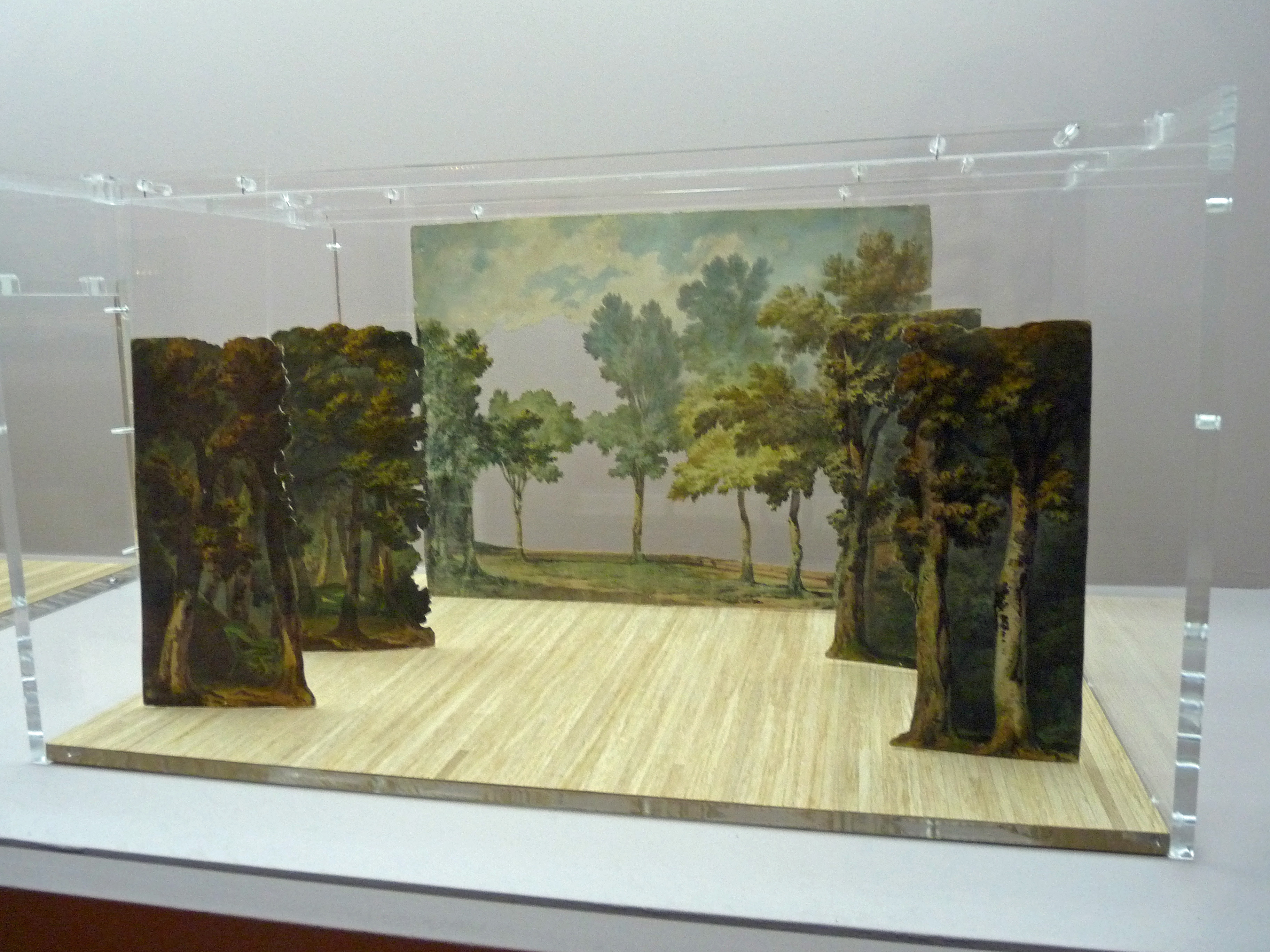
Kulisy lesa (model divadelní scény)

Kulisa (z franc. coulisses znamenající zákulisí, z pův. významu kulisy, posuvného mechanizmu (dekorací)) je plochý díl divadelní dekorace ze dřeva, překližky, plátna, nebo jiných materiálů který znázorňuje v divadelní hře část skutečného prostoru nebo pozadí. Bývá buď postavena na podlaze, nebo zavěšena v provazišti. Maximální rozměr jedné kulisy bývá z důvodů manipulace a skladování 6x2,5m. V případě potřeby větších celků se spojuje více jednotlivých kulis dohromady. Pro dosažení různé podoby se používají povrchové úpravy.
V přeneseném významu pak tento pojem označuje jakoukoliv součást divadelní dekorace, která není rekvizitou. V takovém smyslu to může znamenat i trojrozměrné dekorace, jako třeba kašérsky vyrobené stromy, kameny, části architektury atd.